# Drôme (Vire)
Die Drôme ist ein kleiner Fluss in Frankreich, der in der Region Normandie verläuft. Sie entspringt an der Gemeindegrenze von Beslon und Montbray, nahe der Autobahn A84, entwässert generell in nordöstlicher Richtung und bildet über lange Strecken die Grenze zwischen den Départements Manche und Calvados. Sie mündet nach rund 17 Kilometern im Gemeindegebiet von Sainte-Marie-Outre-l’Eau als linker Nebenfluss in die Vire.

## Orte am Fluss
(Reihenfolge in Fließrichtung)
- Montbray
- La Pidouyère, Gemeinde Morigny
- Le Hamel au Roux, Gemeinde Saint-Vigor-des-Monts
- La Hersonnière, Gemeinde Landelles-et-Coupigny
- Drôme, Gemeinde Saint-Vigor-des-Monts
- Sainte-Marie-Outre-l’Eau